# Põldeotsa
Põldeotsa – wieś w Estonii, w prowincji Parnawa, w gminie Audru.